# Втора книга на Ездра
„Втора книга на Ездра“ е библейска книга, една от историческите книги на християнския Стар завет.
В православния канон „Втора книга на Ездра“ е поставена между „Книга на Неемия“ и „Книга на Товита“. Макар да присъства в „Септуагинта“ (като „Първа книга на Ездра“) и като приложение в традиционната „Вулгата“, книгата не е част от еврейския и западния християнски канон.
Смята се, че книгата е съставена в Палестина към I век пр. Хр., като по-голямата част от съдържанието ѝ са епизоди, включени и във „Втора книга Паралипоменон“, „Първа книга на Ездра“ и „Книга на Неемия“, отнасящи се главно за основаването на Втория храм в Йерусалим и дейността на Ездра.